# Fjordbyen

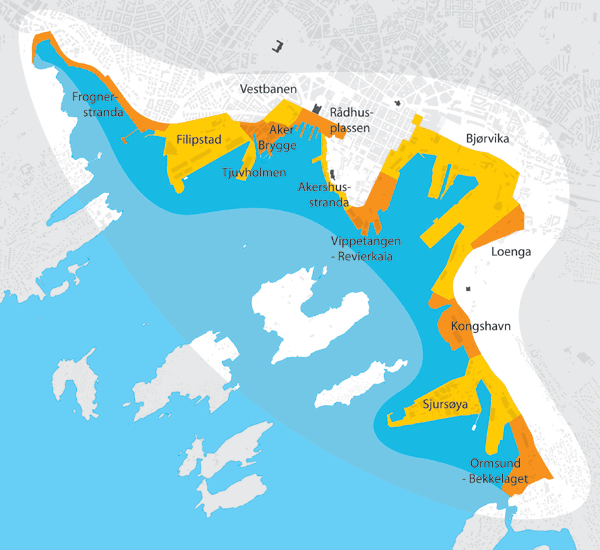
Schema del progetto

Fjordbyen (letteralmente, Città del Fiordo in norvegese) è un vasto progetto di rigenerazione urbana che interessa il lungomare del centro di Oslo, capitale della Norvegia. La prima fase del progetto ha riguardato il quartiere di Aker Brygge negli anni 80. Sono quindi seguite, negli anni 2000, le aree di Bjørvika e Tjuvholmen, mentre le restanti aree del porto di Oslo saranno oggetto di lavori negli anni 2010; il porto, dal canto suo, sarà trasferito a Sørhavna. La pianificazione viene eseguita dall'ufficio di pianificazione del lungomare di Oslo. I principali investimenti nell'area includono una nuova stazione ferroviaria centrale, il Teatro dell'Opera di Oslo, già completato, e un complesso di edifici commerciali soprannominato Codice a barre. Diverse grandi istituzioni culturali verranno trasferite nel quartiere di Bjørvika, tra cui la nave di Oseberg, la biblioteca pubblica di Oslo, la Galleria nazionale, il Museo Munch e il Museo Stenersen. Infine, la principale barriera tra la città e il suo lungomare scomparirà quando la strada europea E18 verrà incanalata nel tunnel di Bjørvika.

## Galleria d'immagini

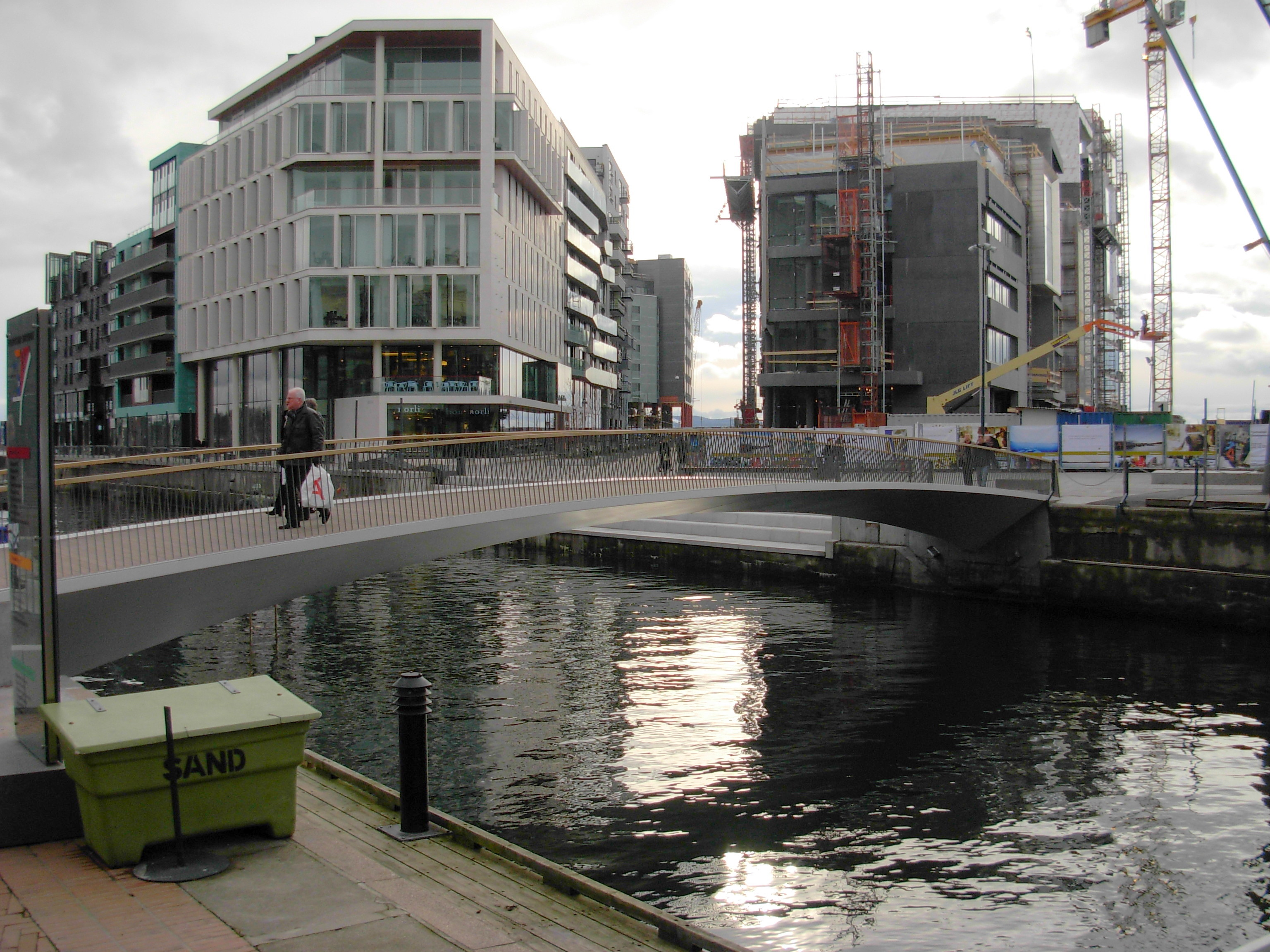
Tjuvholmen nel 2008
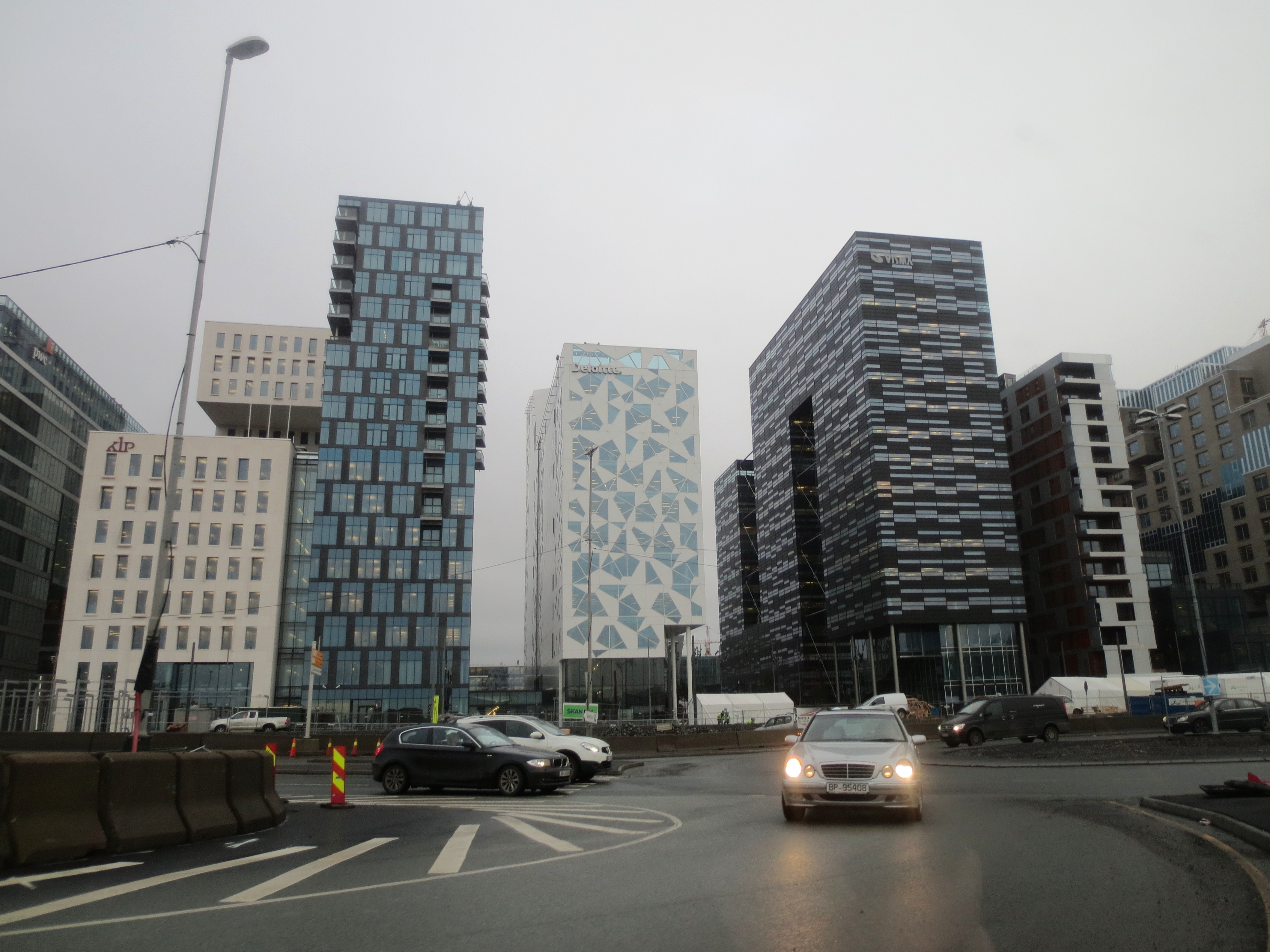
Il Codice a barre di Bjørvika
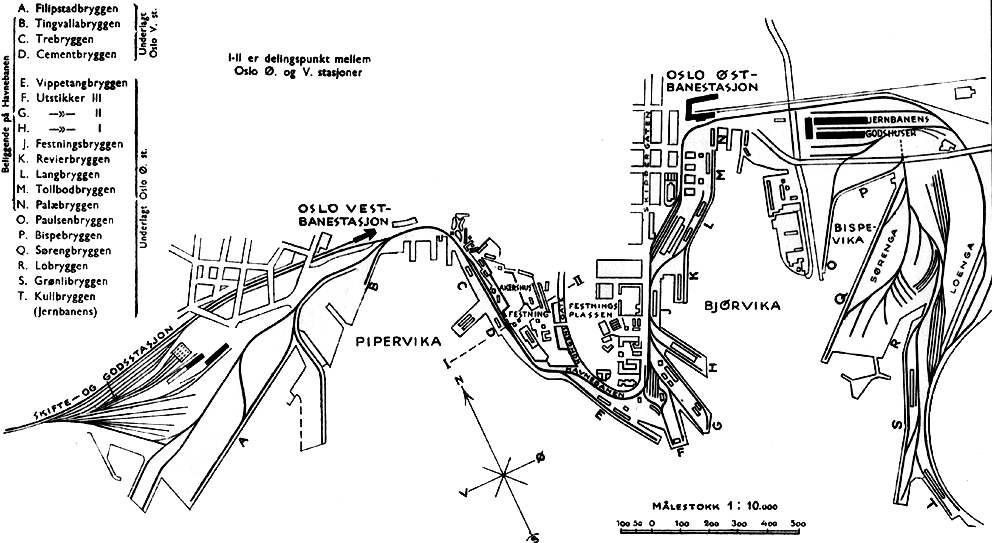
Mappa del porto di Oslo così come si presentava nel 1936